# Jurij Łarin (rewolucjonista)
Jurij Łarin, wł. Michaił Aleksandrowicz Łurje (ur. 5 czerwca?/17 czerwca 1882 w Symferopolu, zm. 14 stycznia 1932 w Moskwie) – rosyjski rewolucjonista pochodzenia żydowskiego, działacz Socjaldemokratycznej Partii Robotniczej Rosji (frakcja mienszewików, później bolszewików), jeden z głównych autorów polityki komunizmu wojennego. 

## Życiorys
Pochodził z rodziny mieszczańskiej. Przez całe życie cierpiał na miopatię. Po ukończeniu gimnazjum studiował prawo na Uniwersytecie Noworosyjskim, został jednak usunięty z uczelni. W wieku osiemnastu lat związał się z ruchem rewolucyjnym, w latach 1901–1902 stał na czele lokalnej organizacji Socjaldemokratycznej Partii Robotniczej Rosji w Odessie. W 1904 został skazany na ośmioletnią zsyłkę do Jakucji, zdołał jednak zbiec i wydostać się za granicę. Po podziale w SDPRR związał się z frakcją mienszewicką. Do Rosji wrócił w 1905; od 1907 do 1912 był sekretarzem Związku Robotników Przemysłu Naftowego. W 1913 ponownie skazany na zsyłkę, tym razem do guberni tobolskiej, otrzymał możliwość zamiany kary na wyjazd za granicę. Pracował jako dziennikarz, pisząc ze Sztokholmu o wydarzeniach w Niemczech dla rosyjskiego liberalnego pisma „Russkije wiedomosti”.
Powrócił do Rosji po rewolucji lutowej i obaleniu caratu w 1917. Przyłączył się do frakcji międzydzielnicowców SDPRR, po czym w sierpniu tego samego roku został bolszewikiem. Zasiadał w komitecie wykonawczym Rady Delegatów Robotniczych i Żołnierskich w Piotrogrodzie, redagował pismo „Intiernacionał”. Wśród bolszewików uważany był za znawcę niemieckiej gospodarki wojennej okresu I wojny światowej, co skłoniło Lenina do powierzenia mu zadania opracowania programu gospodarczego na potrzeby partii. Łarin nie miał formalnego wykształcenia ekonomicznego, swoją wiedzę w tej dziedzinie czerpał z gazet i broszur lewicowych.
Pierwszy artykuł Łarina na ten temat zakładał syndykalizację produkcji rolnej, przemysłu, handlu i budownictwa oraz podporządkowanie krajowej produkcji centralnie opracowywanym planom, nie sugerował natomiast likwidacji prywatnej inicjatywy gospodarczej. Z czasem poglądy Łarina zbliżyły się do koncepcji lewego skrzydła partii bolszewickiej, skupionego wokół Nikołaja Bucharina. W kwietniu 1918 sugerował już nacjonalizację banków, wszystkich gałęzi przemysłu, rezygnację z pieniądza, upaństwowienie rolnictwa, centralne planowanie.
Odegrał jedną z kluczowych ról w opracowywaniu i wdrażaniu polityki komunizmu wojennego. Chociaż nie wszedł do Najwyższej Rady Gospodarki Narodowej (WSNCh), która miała zarządzać całą gospodarką RFSRR, od jej powstania w grudniu 1917 do początku 1920 faktycznie nią kierował, ciesząc się zaufaniem Lenina. Odegrał decydującą rolę w procesie nacjonalizacji przemysłu na mocy dekretu Rady Komisarzy Ludowych z 28 czerwca 1918. Wpływy stracił w 1920, gdy Lenin uznał jego koncepcje ekonomiczne za nietrafne.
Od 1921 zasiadał w prezydium Komisji Planowania Gospodarczego, brał udział w tworzeniu sowchozów. 
Zmarł w 1932 śmiercią naturalną wskutek postępów choroby. Pochowany pod murem kremlowskim.
Jego pasierbica Anna Łarina była trzecią żoną Nikołaja Bucharina, prześladowaną w okresie wielkiego terroru, autorką wspomnień.